# Rhodostrophia plesiochora
Rhodostrophia plesiochora är en fjärilsart som beskrevs av Louis Beethoven Prout 1917. Rhodostrophia plesiochora ingår i släktet Rhodostrophia och familjen mätare. Inga underarter finns listade.